# Takefusa Kubo
Takefusa Kubo - em japonês, 久保建英 - Kubo Takefusa (Kawasaki, 4 de junho de 2001) é um futebolista japonês que atua como meia e ponta-direita. Atualmente, joga no Real Sociedad e pela Seleção Japonesa.

## Carreira

### Início
Aos 7 anos, ingressou no Persimmon, clube amador de sua cidade natal onde permaneceu até 2009. Em 2010 foi para o Kawasaki Frontale atuando por dois anos.
Em agosto de 2011, foi convidado para conhecer La Masia, o centro de formação de jogadores do Barcelona. Embora fosse um artilheiro na base Culé, Kubo não foi considerado elegível para atuar pelo clube, que foi acusado de violar as regras de transferências envolvendo atletas com menos de 18 anos. Em março de 2015, o meia-atacante voltou ao Japão para atuar na base do Tokyo.

### Tokyo
Profissional
Promovido ao elenco principal do Tokyo aos 15 anos, Kubo fez sua estreia como profissionalmente em novembro de 2016, contra o Nagano Parceiro, pelo Tokyo Sub-23, pela Terceira Divisão Japonesa. Pelo time principal, estreou aos 16 anos de idade em jogo válido pela Copa da Liga Japonesa, onde o Gas derrotou os reservas do Consadole Sapporo por 1 a 0 (gol de Kensuke Nagai, que deu lugar a Kubo aos 21 minutos da segunda etapa).

### Yokohama F. Marinos
Em agosto de 2018, foi emprestado ao Yokohama F. Marinos, onde participou de 5 jogos e fez um gol na estreia, contra o Vissel Kobe.

### Real Madrid
Em junho de 2019 assinou com o Real Madrid, e em agosto do mesmo ano, acertou um acordo de empréstimo com duração de um ano para o Mallorca, que também atua na 1ª divisão de La Liga.

### Mallorca
Em 22 de agosto de 2019, Kubo ingressou no Mallorca por empréstimo de uma temporada.Ele se tornou o terceiro jogador japonês na história do Mallorca depois de Yoshito Okubo e Akihiro Ienaga. Em 1º de setembro, ele estreou na La Liga jogando 15 minutos na derrota por 2 a 0 para o Valencia, contudo sua passagem ele fez 36 jogos com quatro gols e cinco assistência

### Villarreal
Em 10 de agosto de 2020, ele foi emprestado ao | Villareal
até o final da temporada 2020-21.
Em sua passagem pelo submarino amarelo Kubo fez apenas 19 partidas, tendo marcado um único gol.

### Getafe
Imediatamente após deixar o Villarreal, Kubo mudou-se para o Getafe por empréstimo até o final da temporada.

### Retorno a Mallorca
Em 12 de agosto de 2021, Kubo voltou ao RCD Mallorca por empréstimo de uma temporada.

### Real Sociedad
Em 19 de julho de 2022 Kubo assinou contrato por cinco temporadas, isto é, até 2027, com cláusula de rescisão de 60 milhões de euros, a Real Sociedad pagou € 6 milhões por 50% dos direitos econômicos e o Real Madrid, acreditando no futuro do jogador, manteve a outra metade e a possibilidade de recomprá-lo durante os cinco anos de contrato.

## Seleção Japonesa
Tendo atuado entre as categorias Sub-15 e Sub-19, integrou o elenco do Japão que disputou a Copa do Mundo Sub-20 de 2017, sendo o mais jovem jogador da competição.

### Principal
Já pela Seleção Japonesa principal, foi convocado Hajime Moriyasu para a disputa da Copa América de 2019, no Brasil.

### Sub-23

#### Jogos Olímpicos de Tokyo
Pela Seleção Japonesa Sub-23, foi convocado para a disputa das Olimpíadas de Tóquio de 2021. Foi o destaque da Seleção no torneio, tendo feito gol em todos os jogos da fase de grupos (1 a 0 na África do Sul, 2 a 1 no México e na goleada surpreendente de 4 a 0 sobre a França), com  o Japão terminado com 100% de aproveitamento na fase e Kubo se tornado o 1° jogador japonês a fazer gol em todos jogos da fase de grupos. Porém, a seleção japonesa acabou sendo eliminada pela Espanha nas semifinais por 1 a 0 e na disputa da medalha de bronze jogando contra o México novamente, acabou perdendo por 3 a 1 e ficando 4° lugar.

## Títulos

### Prêmios individuais
- 60 jovens promessas do futebol mundial de 2018 (The Guardian)[19]